# Matías Sosa
Josías Matías Sosa (Burzaco, 18 agosto 2001) è un calciatore argentino, attaccante del Defensa y Justicia.

## Caratteristiche tecniche
Gioca come ala destra.

## Carriera
Sosa è cresciuto nel settore giovanile del Temperley, dove ha debuttato il 30 novembre 2020 nell'incontro di Primera B Nacional vinto 1-0 contro il Ferro Carril Oeste. Il 26 luglio 2021 è stato ceduto in prestito al Talleres (C) ed il 13 marzo ha debuttato in Copa de la Liga Profesional contro il Vélez Sarsfield. Riscattato al termine della stagione, nel 2022 è stato ceduto in prestito in Uruguay all'Atenas mentre nel 2023 con la stessa formula è passato al Güemes (SdE). Nel mese di giugno il trasferimento al club rossoblu è stato interrotto ed il giocatore ha fatto ritorno al Temperley fino a dicembre.
Il 4 febbraio 2024 ha firmato un triennale con il Defensa y Justicia.

## Statistiche

### Presenze e reti nei club
Statistiche aggiornate al 1° gennaio 2025.
| Stagione         | Squadra            | Campionato       | Campionato | Campionato | Coppe nazionali | Coppe nazionali | Coppe nazionali | Coppe continentali | Coppe continentali | Coppe continentali | Altre coppe | Altre coppe | Altre coppe | Totale | Totale | Totale |
| Stagione         | Squadra            | Comp             | Pres       | Reti       | Comp            | Pres            | Reti            | Comp               | Pres               | Reti               | Comp        | Pres        | Reti        | Pres   | Reti   |        |
| ---------------- | ------------------ | ---------------- | ---------- | ---------- | --------------- | --------------- | --------------- | ------------------ | ------------------ | ------------------ | ----------- | ----------- | ----------- | ------ | ------ | ------ |
| 2020             | Temperley          | PBN              | 6          | 0          | CA              | 1               | 0               | -                  | -                  | -                  | -           | -           | -           | 7      | 0      |        |
| 2021             | Talleres (C)       | PD               | 3          | 0          | CA+CdL          | 0+2             | 0               | CS                 | 2                  | 0                  | -           | -           | -           | 7      | 0      |        |
| 2022             | Atenas             | SD               | 18         | 0          | CU              | 2               | 0               | -                  | -                  | -                  | -           | -           | -           | 20     | 0      |        |
| feb.-giu. 2023   | Güemes (SdE)       | PBN              | 14         | 0          | CA              | 0               | 0               | -                  | -                  | -                  | -           | -           | -           | 14     | 0      |        |
| giu.-nov. 2023   | Temperley          | PN               | 13         | 1          | CA              | 0               | 0               | -                  | -                  | -                  | -           | -           | -           | 13     | 1      |        |
| Totale Temperley | Totale Temperley   | Totale Temperley | 19         | 1          |                 | 1               | 0               |                    | -                  | -                  |             | -           | -           | 20     | 1      |        |
| 2024             | Defensa y Justicia | PD               | 7          | 1          | CA+CdL          | 0               | 0               | CS                 | 1                  | 0                  | -           | -           | -           | 8      | 1      |        |
| Totale carriera  | Totale carriera    | Totale carriera  | 61         | 2          |                 | 5               | 0               |                    | 3                  | 0                  |             | -           | -           | 69     | 2      |        |